# Tahdon
Tahdon è il secondo album in studio della cantante finlandese Johanna Siekkinen, pubblicato nel 1996 su etichetta discografica Unirecords.

## Tracce
1. Kynttilä – 3:43
2. Juhannusloitsu – 3:08
3. Rakkauden tiellä – 4:08
4. Kukkamekko ja polvihousut – 3:50
5. Tahdon (Häävalssi) – 3:26
6. Salaisuus – 3:24
7. Neliapila – 3:13
8. Sä olet kaunis – 3:28
9. Kun kellot soi – 3:53
10. Unelma (Uusi miksaus) – 3:29
11. Sinine kuu – 3:23
12. Elämäni kuvat – 4:15
13. Unelma – 3:28